# Przemysław Kaźmierczak
Przemysław Kaźmierczak (prononcer /pʂɛˈmɨswaf kaʑˈmʲɛrtʂak/), né le 5 mai 1982 à Łęczyca, est un footballeur polonais.

## Biographie

### Ses débuts en Pologne
Przemysław Kaźmierczak commence sa carrière au ŁKS Łódź en 1999. Une année plus tard, il part pour le Piotrcovia Piotrków, et y reste trois saisons, durant lesquelles il intègre l'équipe des moins de dix-neuf ans polonais, avec qui il remporte le Championnat d'Europe en 2001. En 2003, Kaźmierczak rejoint le Pogoń Szczecin, alors promu en première division. Il y reste deux années, avant de s'exiler vers Boavista sous la forme d'un prêt. Il y retrouve les Polonais Rafał Grzelak et Krzysztof Kazimierczak. 

### Expériences à l'étranger, au Portugal et en Angleterre
Après une saison pleine, lors de laquelle il totalise vingt-huit rencontres et cinq buts, il est repéré par le FC Porto, champion du Portugal en titre, qui débourse un peu moins d'un million et demi d'euros pour s'attacher les services du nouvel international, qui a fait ses débuts avec la Pologne le 24 mars 2007 à Chicago face au Mexique. En début de saison, démarré sur les chapeaux de roues par Porto, Kaz ne fait pas partie des plans de l'entraîneur Jesualdo Ferreira, mais il est toujours convoqué dans le groupe international polonais. Ne jouant toujours pas en 2008, Leo Beenhakker ne le sélectionne plus. En fin de saison, il remporte le championnat, le troisième d'affilée pour Porto, occupant le statut de remplaçant durant la majorité de l'année. Au total, il compte onze matches à ses statistiques, dont un de Ligue des Champions perdu quatre buts à un face à Liverpool.
Le 21 juillet 2008, il rejoint sous la forme d'un prêt Derby County, club anglais relégué en deuxième division, qui peut l'engager définitivement à l'issue de l'année moyennant un million six cent mille euros. Recruté pour suppléer les différents milieux du club, il pousse sur le banc le vétéran Robbie Savage. Performant avec les Rams, il obtient les faveurs de son entraîneur Nigel Clough, et dispute vingt-sept matches toutes compétitions confondues, mais n'est finalement pas conservé par Derby en fin de saison. Le 22 juillet 2009, n'entrant toujours pas dans les plans de Jesualdo Ferreira, il résilie son contrat avec Porto, et signe pour un an au Vitoria Setúbal, qui en avait fait sa priorité de recrutement.
Il dispute son premier match avec Setúbal le 17 août contre le Vitória de Guimarães, et marque son premier but le 20 septembre face à Naval, offrant ainsi la première victoire de la saison à son club. Malgré les mauvais résultats du Vitoria, Kaźmierczak arrive à produire du jeu, et figure comme l'un des éléments clés des différents entraîneurs du club. Il ne manque que deux rencontres de Liga Sagres à la suite d'une blessure contractée fin novembre. Mais devant les mauvais résultats de son club, Kaźmierczak décide de partir.

### Le retour au pays
Le 3 août 2010, il rentre en Pologne, et signe un contrat de deux ans au Śląsk Wrocław, avec deux autres années supplémentaires en option,.

## Palmarès
- Champion d'Europe des moins de dix-neuf ans : 2001
- Champion du Portugal : 2008
- Championnat de Pologne : 2012
- Supercoupe de Pologne : 2012